# Gustaph
Gustaph, precedentemente Steffen, pseudonimo di Stef Caers (Lovanio, 5 luglio 1980), è un cantante e pianista belga.
Ha rappresentato il Belgio all'Eurovision Song Contest 2023 con il brano Because of You.

## Biografia
Nato a Lovanio, si è diplomato presso il Conservatorio reale di Gand. È salito alla ribalta nel 2000 quando, sotto lo pseudonimo Steffen, ha pubblicato il suo singolo di debutto Gonna Lose You, che ha raggiunto la 22ª posizione della classifica fiamminga, e gli ha fruttato un premio Radio 2 Zomerhit al miglior singolo d'esordio dell'anno. Nel 2010 è entrato a far parte come vocalist nel gruppo musicale statunitense Hercules and Love Affair.
Dopo un periodo in cui ha lavorato come corista per vari artisti fiamminghi, è tornato sulle scene con il nuovo pseudonimo nel 2014. Nel frattempo, parallelamente alla carriera da cantante, è stato anche insegnante di canto nella Hogeschool e nell'Accademia reale di belle arti di Gand e nella Hogeschool PXL di Hasselt. Gustaph è stato corista per Sennek (2018) e gli Hooverphonic (2021) durante le rispettive partecipazioni all'Eurovision Song Contest.
Nel novembre 2022 è stata annunciata la sua partecipazione a Eurosong 2023, festival che ha decretato il rappresentante belga all'annuale Eurovision Song Contest. In occasione della selezione ha presentato due brani, The Nail e Because of You, e con quest'ultimo ha preso parte alla serata finale dove ha trionfato, guadagnando il diritto di rappresentare il Belgio all'Eurovision Song Contest 2023. Nel maggio successivo, dopo essersi qualificato dalla seconda semifinale, Gustaph si è esibito nella finale eurovisiva, dove si è piazzato al 7º posto su 26 partecipanti con 182 punti totalizzati.

## Vita privata
In un'intervista relativa alla sua partecipazione a Eurosong, Gustaph ha dichiarato di essere apertamente omosessuale.

## Discografia

### Singoli
- 2000 – Gonna Lose You
- 2000 – Sweetest Thing
- 2011 – Same Thing
- 2011 – Jaded
- 2014 – Running (con Blende)
- 2020 – Second Coming
- 2022 – Call (con Lady Linn)
- 2023 – Because of You
- 2023 – The Nail
- 2023 – Already Know

#### Come featuring
- 2016 – Silence Is Consent (Moonlight Matters feat. Gustaph)
- 2018 – My Curse and Cure (Hercules and Love Affair feat. Gustaph)
- 2018 – Chocolat (Hot Spell feat. Gustaph)

## Riconoscimenti
Radio 2 Zomerhit
- 2000 – Singolo di debutto dell'anno per Gonna Lose You[4]